# 安堂
安堂（あんどう）は、大阪府柏原市にある地名。2025年現在の行政地名は安堂町と大字安堂。

## 地理
柏原市の西部に位置する。西側に安堂町、東側に大字安堂があり、北西は上市、北は太平寺、東は雁多尾畑、南は高井田、大和川を挟んで西に片山町・石川町、藤井寺市船橋町と接する。

### 河川
- 大和川

## 歴史

### 沿革
- 江戸期 - 河内国大県郡に安堂村所在。はじめ幕府領、延宝元年（1673年）から旗本仙石氏知行。
- 1869年（明治2年）、堺県の所属となる。
- 1881年（明治14年）、大阪府の所属となる。
- 1889年（明治22年）、町村制の施行により、堅下村の大字となる。
- 1896年（明治29年）、郡の統廃合により、中河内郡の所属となる。
- 1939年（昭和14年）、堅下村が堅上村、南河内郡柏原と合併し、新設の中河内郡柏原町の一部となる。
- 1958年（昭和33年）、柏原町が市制施行。
- 1966年（昭和41年）、柏原市大字安堂・大字太平寺の各一部より、安堂町成立[6]。

## 世帯数と人口
2025年（令和7年）5月31日現在の世帯数と人口は以下の通りである。
| 町・字 | 世帯数  | 人口    |
| ------ | ------- | ------- |
| 安堂町 | 863世帯 | 1,627人 |

### 人口の変遷
国勢調査による人口の推移。
安堂町
| 1995年（平成7年）  | 2,178人 | [ 7 ]  |  |
| 2000年（平成12年） | 2,155人 | [ 8 ]  |  |
| 2005年（平成17年） | 2,003人 | [ 9 ]  |  |
| 2010年（平成22年） | 1,939人 | [ 10 ] |  |
| 2015年（平成27年） | 1,767人 | [ 11 ] |  |
| 2020年（令和2年）  | 1,656人 | [ 12 ] |  |

### 世帯数の変遷
国勢調査による世帯数の推移。
安堂町
| 1995年（平成7年）  | 696世帯 | [ 7 ]  |  |
| 2000年（平成12年） | 746世帯 | [ 8 ]  |  |
| 2005年（平成17年） | 761世帯 | [ 9 ]  |  |
| 2010年（平成22年） | 748世帯 | [ 10 ] |  |
| 2015年（平成27年） | 717世帯 | [ 11 ] |  |
| 2020年（令和2年）  | 744世帯 | [ 12 ] |  |

## 学区
市立小・中学校に通う場合、学区は以下の通りとなる。
| 町・字 | 番/番地等 | 小学校               | 中学校               |
| ------ | --------- | -------------------- | -------------------- |
| 安堂町 | 全域      | 柏原市立堅下南小学校 | 柏原市立堅下南中学校 |

## 事業所
2021年（令和3年）現在の経済センサス調査による事業所数と従業員数は以下の通りである。
| 町・字   | 事業所数 | 従業員数 |
| -------- | -------- | -------- |
| 大字安堂 | 1事業所  | 11人     |
| 安堂町   | 43事業所 | 684人    |
| 計       | 44事業所 | 695人    |

## 交通

### 鉄道
- 近鉄大阪線 - 安堂駅

### バス
2025年5月現在
- きらめき号[15]
市役所前、サンヒル柏原前

### 道路
- 国道25号
- 国道170号

## 施設
安堂町
- 柏原市役所
- 柏原市民文化会館
- 柏原市立堅下南中学校
- 柏原市立堅下南小学校
- 柏原市健康保養センター サンヒル柏原
- 二宮神社
- 大日寺
- 正休寺
- 安堂遺跡

大字安堂
- 安堂池

## 郵便
安堂町
- 郵便番号：582-0016[3]（集配局：柏原郵便局[16]）。

## ギャラリー

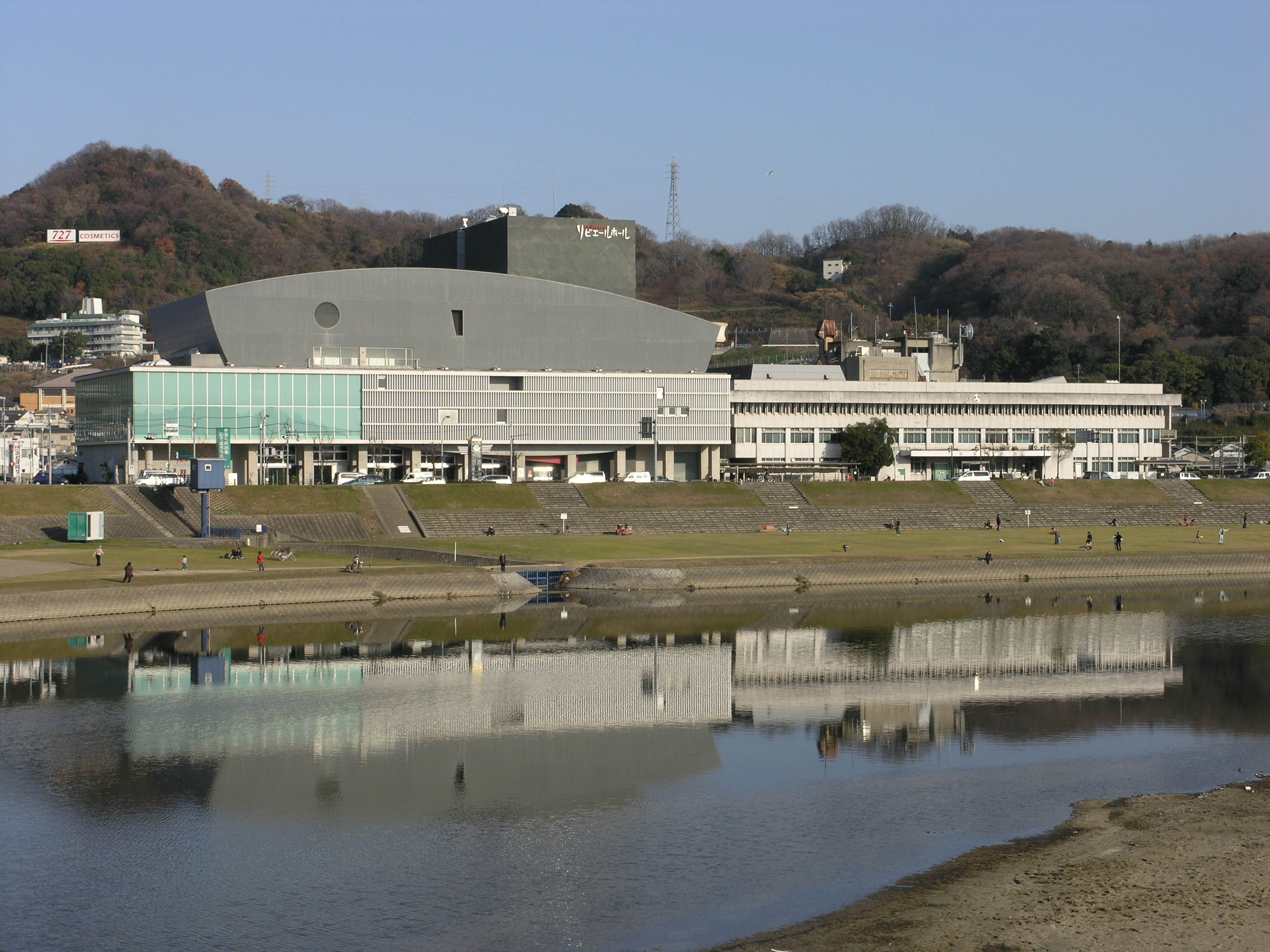
柏原市役所
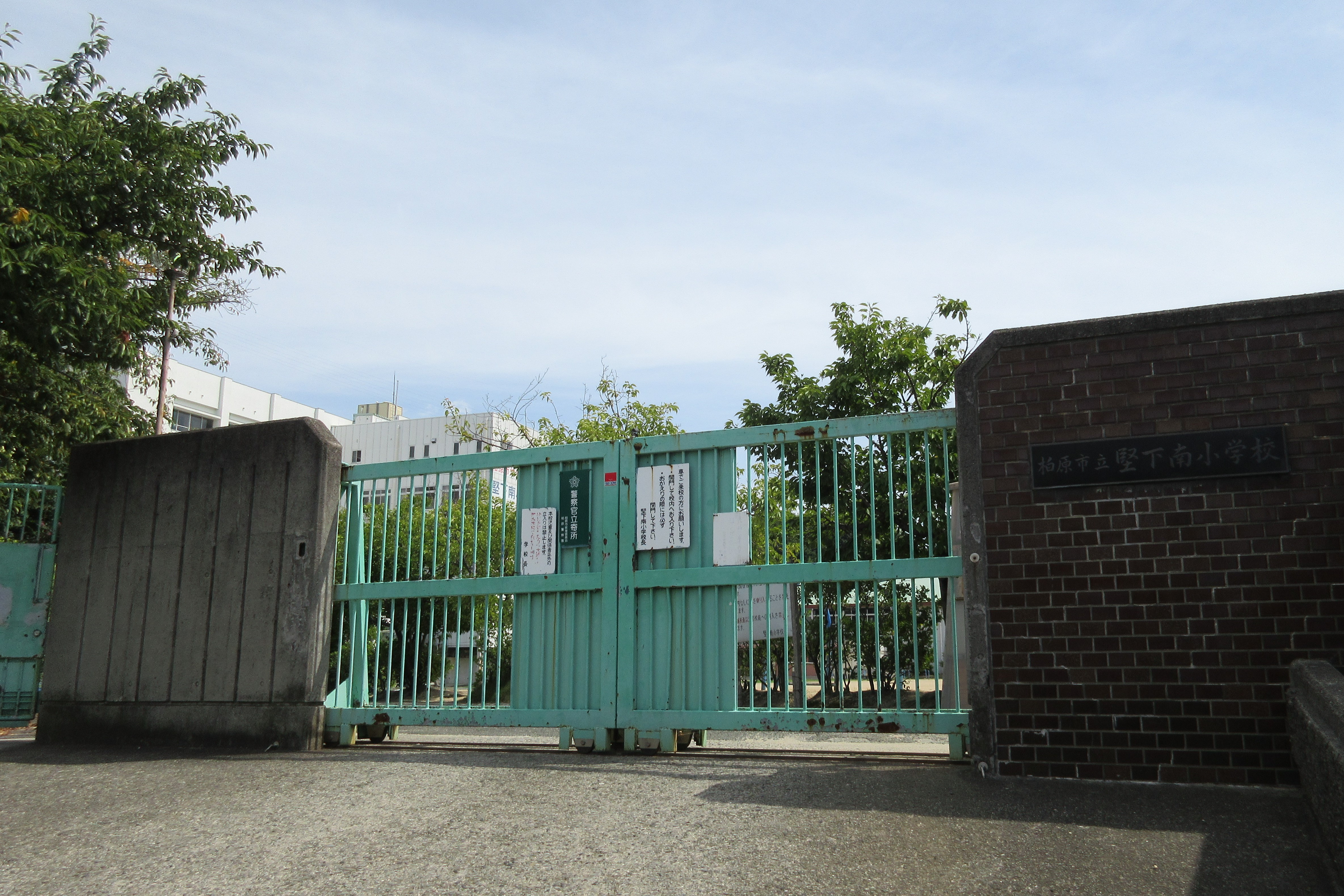
柏原市立堅下南小学校
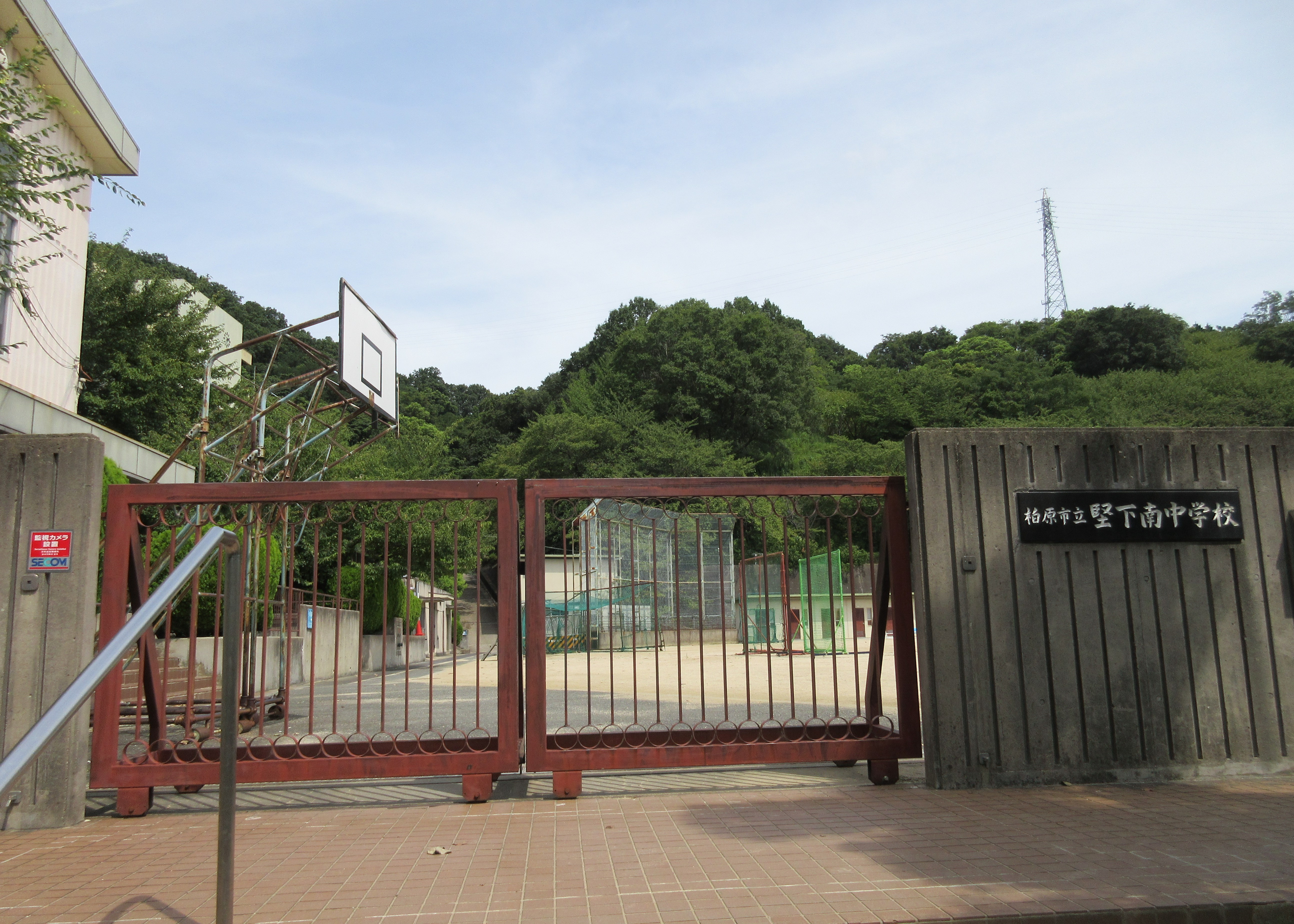
柏原市立堅下南中学校
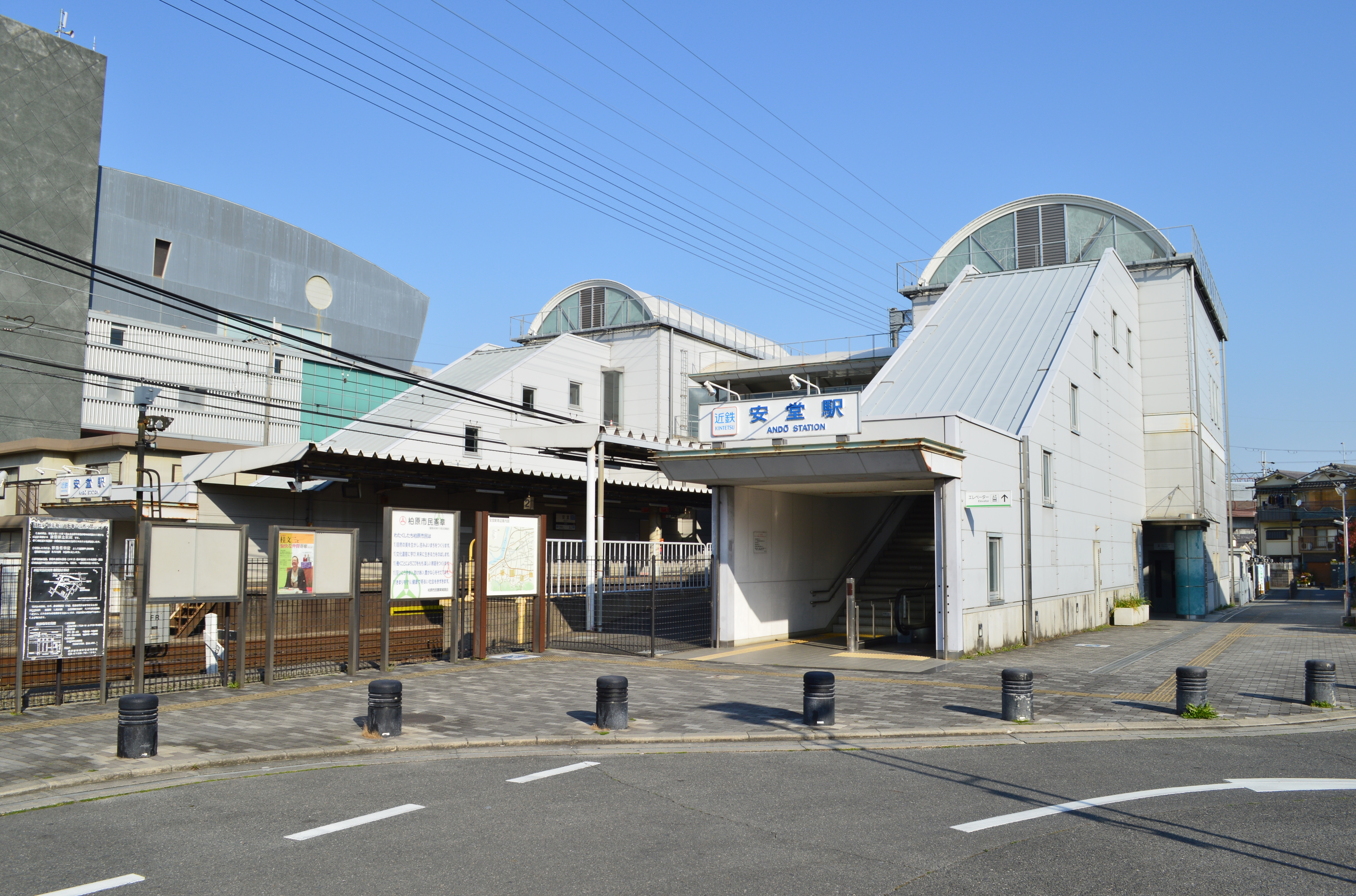
安堂駅